# Argument du saumon

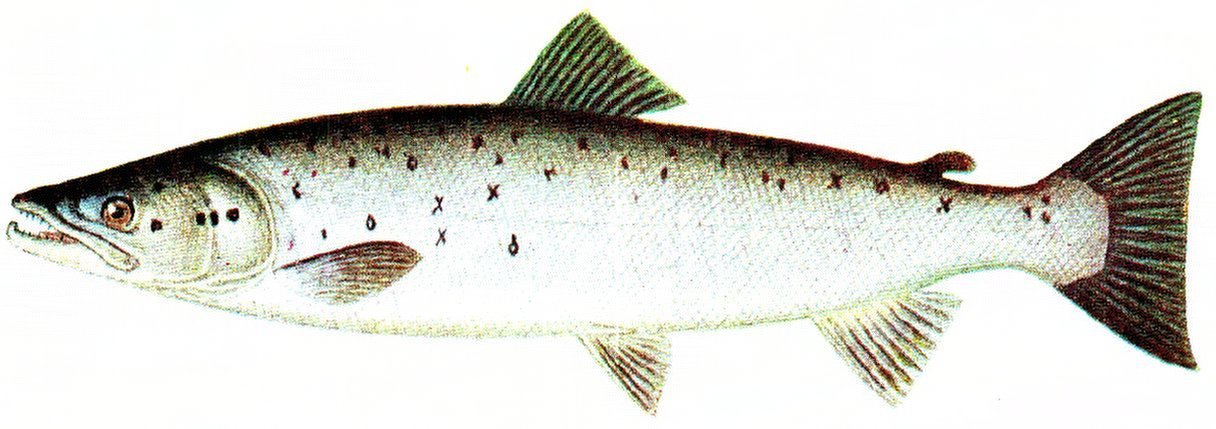
Saumon atlantique (Salmo salar, L.)

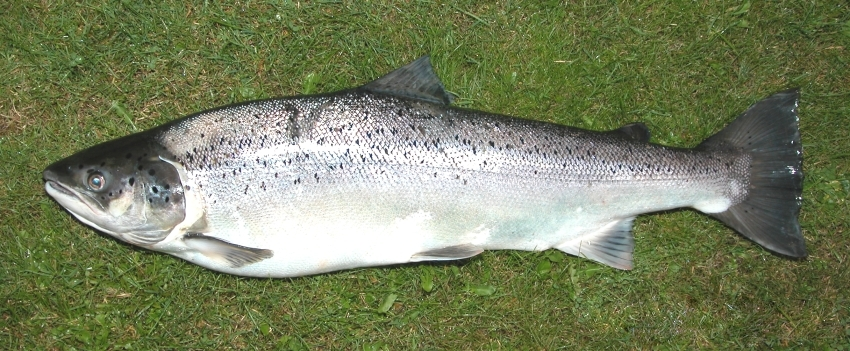
Truite saumonée ou truite de mer (Salmo trutta trutta L.)

L’argument du saumon a été employé pour tenter de déterminer l'habitat originel des Indo-Européens. Selon les linguistes des XIXe et XXe siècles, la preuve de sa localisation dans le nord de l'Europe centrale, et non dans la steppe pontique, était que les désignations très voisines du saumon dans des langues germaniques, baltes et slaves s'enracinent dans un mot indo-européen ancien. L'argument du saumon se formulait ainsi : les Indo-européens anciens viennent de l'endroit où se trouve aussi bien le saumon que le mot le désignant, et ceci n'est valable que sur le territoire des fleuves d'Europe centrale se déversant dans la mer Baltique.
L'argument est cependant invalide en raison de données méconnues : la désignation des Indo-européens anciens ne concernait pas au début le saumon, mais les sous-espèces de la truite saumonée et de la truite de mer, aussi répandues dans les fleuves allant à la mer Noire et à la mer Caspienne. Pendant plus d'un siècle, une trentaine de savants se sont appuyés sur l'argument, avant qu'il soit finalement réfuté.

## Genèse

### Saumonaux débuts de la linguistique
À partir du milieu du XIXe siècle, les philologues étudient des mots ayant des prononciations comparables dans plusieurs langues indo-européennes. Ils sont connus comme « parents d'origine », comme descendants de soit l'indo-européen, soit de langue d'origine plus récente, comme celle des « litu-slavo-germains ». On recherche les désignations pour mer, lion, sel ou hêtre. La présence ou l'absence de mots communs doit permettre des conclusions sur les habitats d'origine des Indo-européens. Parmi les nombreuses hypothèses sur sa situation géographique, en Europe du Nord, dans la culture des kourganes (Ukraine méridionale) ou dans les Balkans, on compte en plus des motivations par des études sur les races humaines ou le chauvinisme d'État.
La comparaison linguistique indique un manque de noms de poissons indo-européens,. Il manque visiblement un mot indo-européen unique pour poisson, qui aurait donné le piscis latin, le mátsya- sanskrit, l'ichthýs grec ancien, le ryba vieux-slave. Les deux observations rendent plausible une origine des Indo-européens dans des territoires de steppes ou de forêts pauvres en poissons.
Pour le saumon (Salmo salar), cependant, les ouvrages de référence parus depuis les années 1870 contiennent de plus en plus de groupes de désignations similaires dans les langues germaniques, baltes et slaves. Leurs formes excluent les emprunts. Le germaniste allemand August Fick cite en 1876 à la suite du scandinave lax, de l'ancien haut-allemand lahs, du haut-allemand moderne Lachs, le lituanien lászis, lasziszas, le letton lassis, lassens, le vieux-prussien lasasso, le polonais łosoś, et le russe losós′. Avec le dictionnaire allemand de Jacob et Wilhelm Grimm s'ajoute en 1877 l'ancien anglais leax. Le philologue Kluge cite encore en 1882 l'écossais lax et reconstruit une forme gothique *lahs.

### Première formulation de l'argument dusaumon
La première délimitation du pays indo-européen par un argument de géographie animale est faite par l'historien des langues Otto Schrader en 1883. L'argument décisif est la dénomination du saumon : « qui ne figure, d'après la vie animale selon Brehm que dans les fleuves de la Baltique, de la mer du Nord et de la mer Blanche. » Il semble que l'on a ainsi trouvé un mot sur lequel les territoires d'existence et de linguistique sont presque identiques, en faisant l'assentiment des savants. Comme Schrader voit l'argument du saumon comme limité aux langues indo-européennes occidentales, il le considère comme irrecevable pour la discussion sur une région d'origine primordiale.
L'anthropologue des races Karl Penka, qui considère le sud de la Scandinavie comme territoire d'origine des Indo-européens, écrit sans justification en 1886 sur le saumon : « ce poisson était connu du peuple des Aryens anciens. » Penka étend l'argument du saumon formellement au manque de mots pour le saumon : « Maintenant, on ne trouve le saumon (salmo salar), dont le domaine est dans la mer Blanche et les parties nordiques de l'océan Atlantique, que dans les fleuves et rivières de Russie qui débouchent dans la Baltique et la mer Blanche, jamais dans les fleuves qui s'écoulent vers la mer Noire ou la Caspienne. Il ne survient pas non plus dans les fleuves d'Asie et dans les mers méditerranéennes, d'où s'explique que l'on n'a conservé des formes correspondant à l'ancien aryen *lakhasa ni en iranien, ni en grec, ni en latin. » Penka ne justifie pas non plus sa forme reconstruite *lakhasa.
« [Les mots pour saumon] se limitent à un domaine linguistique plus étroit, » répond Schrader en 1890. Le linguiste Johannes Schmidt retourne le manque de mots pour le saumon dans toutes les autres langues indo-européennes contre Penka : celui-ci suppose comme indo-européenne une désignation uniquement européenne du nord, pour démontrer l'accord entre les faunes indo-européenne et scandinave du sud. En 1901, Schrader prend la formulation de Penka à rebours : « Comme le poisson ne se trouve que dans les fleuves qui se jettent dans l'océan ou dans la Baltique, et non dans ceux qui débouchent dans la Méditerranée ou la mer Noire, il est compréhensible que ni les Grecs ni les Romains n'aient un nom spécial pour lui. »
Les premières éditions du  Kluge reconstituent la clarification conceptuelle. De la 1re édition (1883) à la 5e, les mots pour saumon, germaniques et à l'époque appelés « slavo-lituaniens, » sont désignés comme « parents à l'origine ». De la 6e édition (1899) à la 8e terminée en 1914, ils apparaissent comme « apparentés. »

### Début du débat sur l'argument dusaumonet le territoire d'origine
Dans les trente années suivant sa première formulation, les tenants de l'hypothèse nord-européenne comme les défenseurs de l'origine de la steppe utilisent l'argument du saumon pour définir la situation du territoire d'origine. Les premiers datent un mot d'origine commun pour saumon de la période indo-européenne ancienne de la langue commune, les seconds d'une phase plus récente, aux langues déjà séparées, avec un néologisme occidental, germano-balto-slave cité dans. On n'entreprend pas de débat linguistique sur les formes originaires des mots pour saumon pour savoir si elles sont indo-européennes d'origine ou seulement occidentales. Les comparaisons décisives pour les querelles sur l'indo-européen à l'époque portent sur les noms d'arbres et de mammifères, les concepts de l'agriculture et de l'élevage, les trouvailles archéologiques et les comparaisons craniométriques. L'argument du saumon a une importance secondaire, car son potentiel de découverte semble épuisé.

## Extension

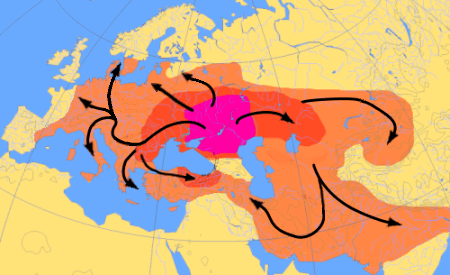
Lilas : domaine indo-européen d'origine selon l'hypothèse des kourganes, v. -4000, rouge : extension j. -2500, orange : j. -1000. Dans le sens des aiguilles d'une montre : langues tokhariennes, scythes, indiennes, iraniennes, anatoliennes, hellènes, italiques, celtiques, germaniques, baltes et slaves.

### Tokharien Blaks
En 1908, des philologues identifient  une langue morte en Asie centrale, dans le bassin du Tarim, aujourd'hui en Chine du nord-ouest, comme indo-européenne et publient des premières traductions. Les fragments de textes proviennent surtout de la seconde moitié du premier millénaire, et apparaissent en deux variantes linguistiques, que l'on nommera plus tard tokharien A et B. Schrader indique en premier en 1911 un nouveau mot pour le saumon, même avant qu'une traduction avec ce mot ait paru : « Maintenant, il vient de surgir un nouveau laks tokharien pour poisson, et il dépendra d'éclaircissements à venir sur cette langue si l'on doit commencer quelque chose avec ces mots dans ce contexte, ou non. » Schrader n'a pas encore voulu faire de déductions de cette découverte.
La découverte de laks, poisson, en tokharien B appuie le caractère indo-européen du mot Lachs pour saumon. Les tenants de l'hypothèse de l'origine nord-européenne se voient confortés. Le philologue indo-européaniste Hermann Hirt écrit : « Après cela, l'affirmation d'O. Schrader et autres, que les Indo-européens n'ont pas fait attention aux poissons est contredite par les faits. » En raison de l'introduction de l'agriculture et de l'élevage, il est compréhensible, pour le linguiste des langues baltes Franz Specht, « que seules les espèces de poissons tout à fait saillantes et largement répandues aient laissé des traces de désignation indo-européennes communes. » Le celtologue Julius Pokorny déduit de l'absence du saumon à l'est de l'Oural que « les Tokhariens sont nécessairement venus d'Europe centrale ou du nord. » Le mot « nous fait supposer que les Tokhariens à l'origine ont habité auprès d'un fleuve avec des saumons, dans le voisinage des Slaves. » Le territoire linguistique finno-ougrien est exclu, les mots pour le saumon y provenant de l'indo-européen. On ne peut pas non plus prendre en considération les parties d'Europe occupées plus tard par les Indo-européens, où les mots pour le saumon proviennent de désignations antérieures à cette occupation comme salmo et esox, c'est-à-dire à l'ouest de l'Elbe, dans l'espace méditerranéen et sur les Îles Britanniques. Le nom originel, selon John Loewenthal « pourrait avoir surgi dans le territoire des sources de l'Oder et de la Vistule. »
L'argument du saumon permet l'identification par les anthropologues populistes et les nazis des Indo-européens avec les territoires occupés par les Germains et l'implantation de la « race populaire originelle » dans le  Troisième Reich. Loewenthal écrit en 1927 : « Les Germains […] sont de vrais Indo-européens. Ils ont, seuls, gardé pures leurs manières et caractéristiques nationales, et ont pu […] des sources de la Vistule et de l'Oder, passant par les îles danoises vers la Scanie, entreprendre leur œuvre historique. » Dans l'hommage à Hirt, l'éditeur remarque que Hirt « a fait trouver à la race apparemment fondamentale des Indo-européens ses conditions de vie optimales dans un climat nordique. » Le germaniste Alfred Götze, proche du national-socialisme, représente une exception, en tenant « d'autres essais de rattachement et d'interprétation pour non assurés. »
En 1951, la proposition de l'archéologue autrichien Robert Heine-Geldern se heurte à une forte réaction, en majorité négative. Il suggère que des tribus germaniques pourraient avoir participé à la migration vers l'est des Tokhariens, et auraient ainsi provoqué l'adoption de mots d'emprunt germaniques dans la langue tokharienne, parce qu'il ne voit pas que les Germains auraient plutôt transmis leur mot *fisk (Fisch=poisson). Le germaniste 
Willy Krogmann trouve l'idée de Heine-Geldern « sans aucun fondement. » Le spécialiste américain de l'Asie Denis Sinor la commente comme « une bonne documentation archéologique pour jeter une lumière sur des événements qu’à mon avis cette discipline ne peut éclaircir. »

### Ossètelæsæg

Groupes ethnolinguistiques dans le Caucase, avec des mots pour le saumon : Ossètes (vert moutarde), Arméniens (vert moyen), Russes (vert clair)

Le mot suivant pour saumon est découvert par un linguiste dans le dialecte digor de la langue ossète, qui appartient à la branche iranienne de l'indo-européen, et qui est parlée dans  le Caucase. Enregistré lexicalement pour la première fois en 1929, pour le spécialiste norvégien de l'indo-iranien Georg Morgenstierne, en 1934, « il ne peut être pris que difficilement pour un emprunt au russe losoś,. » Morgenstierne indique que des espèces de saumons existent dans des fleuves caucasiens, l'indianiste Sten Konow remarque la parenté avec le mot tokharien pour poisson.
L'indianiste Paul Thieme ramène læsæg à un diminutif de la migration indo-aryenne : « Naturellement, il ne peut pas s'agir pour les salmo existants dans les fleuves caucasiens de salmo salar, mais d'une espèce de truite que l'on peut, en raison de sa ressemblance avec le *lakso-‚ salmo salar, encore connu d'un séjour ancien, appeler très à propos par le diminutif *laksoqo, petit Lachs. »
Krogmann y voit « une représentation entièrement fausse » de la truite de mer salmo trutta caspius, qui remonte de la mer Caspienne dans le Terek, qui irrigue avec ses affluents le territoire des Ossètes. Ce « saumon caspien » est le plus grand des salmonidés européens, et largement répandu du sud de la Russie jusqu'à l'Oural. « Les poissons de plus de 40 kg ne sont pas rares. […] Il serait pensable que le nom ait été d'abord créé pour une espèce d'un autre genre, puis plus tard appliqué au salmo salar L., quand on y a reconnu un autre poisson. » Krogmann tient à cette idée jusqu'en 1960, peu avant l'effondrement de l'argument du saumon, mais ne l'a pas poursuivie plus loin.

### Vieil indien*lākṣa, lakṣā, lakṣá
Parmi les linguistes, Thieme entreprend le dernier grand effort pour expliquer l'origine initiale des Indo-européens par l'argument du saumon,,. Il propose trois mots pour saumon en vieil indien, dans lesquels la signification du domaine d'origine apparaît encore : pour lākṣā, « laque rouge, » un adjectif *lākṣa, « couleur saumon, rouge » en raison de la couleur rouge de la chair du saumon, le nombre lakṣā, « 100 000, » d'abord « quantité immense, » en raison des foules de saumons à la saison du frai, ainsi que le nom lakṣá « mise (de jeu), » qui aurait pu être utilisé tout d'abord parmi les pêcheurs pour une part importante des prises. Ainsi, « le fait d'une connaissance commune indo-européenne avec salmo salar [indiquerait] sans ambiguïté comme siège de la communauté linguistique indo-européenne avant l'émigration des Aryens, le territoire des fleuves se jetant dans la Baltique et l'Elbe. »
L'indo-européaniste Walter Porzig commente : « Cette hypothèse audacieuse ne semble quand même pas assez solide pour des déductions aussi importantes, » mais il poursuit quand même l'hypothèse baltique. En accord avec ses collègues spécialistes, Manfred Mayrhofer rapporte l'étymologie de lākṣā, « laque rouge, » à la désignation indo-européenne *reg-, « colorer, rougir » et loue Thieme pour « sa richesse d'idées […] et d'étymologies spirituelles,. » Pour l'origine de lakṣá « mise » pourrait être considérée la racine indo-européenne *legh « déposer », qui pourrait faire supposer une signification de « mise » pour lakṣá.
La théorie du nombre de Thieme, avec  लक्ष lakṣā 100 000 a rencontré un meilleur accord, surtout à cause des parallèles avec d'autres langues. En égyptien ancien, 100 000 est représenté par le hiéroglyphe du têtard, en chinois, le signe de la fourmi représente 10 000, dans les langues sémitiques, le mot pour bœuf signifie aussi 1 000. Le rapport linguistique reste obscur. Kluge porte l'indication pour le nom de nombre, jusqu'à sa 21e édition (1975) finalement « sans certitude étymologique. »

### Arménienlosdi, roman*locca
Après la découverte des mots pour saumon en tokharien et en ossète, l'attribution de nouvelles désignations n'apporte plus au débat de nouvelle qualité. L'arménien losdi, saumon, apparaît pour la première fois en 1929 dans un dictionnaire, et entre en 1963 dans le groupe du saumon. L'anthropologue américain A. Richard Diebold prend en 1976 le mot roman (bas-latin, roman ancien) *locca, non attesté, pour loche, proposé pour la première fois en 1935. Avec cela, il rajoute le français loche signifiant la même chose et le mot anglais emprunté loach aux mots pour le saumon.

### Le débat intermédiaire sur l'argument dusaumonet le territoire d'origine
À partir de 1911, les mots pour saumon paraissent sans conteste comme appartenant à la langue indo-européenne d'origine. Même après la fin du national-socialisme les interprétations de l'argument du saumon pour l'habitat d'origine des Indo-européens restent controversées. La justification de l'hypothèse nord-européenne est simultanément facilitée par la trouvaille de mots pour le saumon en tokharien et en ossète, parce qu'ils sont attestés dans la langue courante, et rendue plus difficile, parce que les justifications pour la répartition géographique des mots pour saumon deviennent de plus en plus problématiques. Jusqu'en 1970, on n'explique pas ce que les locuteurs de l'indo-européen original désignaient par le mot saumon.

## Réfutation

### Truitesaumonée à la place desaumon
Thieme attire l'attention sur le fait que dans le Caucase, le mot saumon ne désigne pas le saumon mais la truite saumonée. Pour Krogmann, le nom du saumon peut avoir été reporté sur le salmo salar. En 1970, le tokhariste américain George Sherman Lane pense que : « le mot en question ne se rapportait à l'origine probablement pas du tout au salmo salar, mais au salmo trutta caspius de la région du Caucase nord-ouest ».
Diebold présente en 1976 trois salmonidés anadromes, qui remontent les fleuves pour frayer et peuvent être considérés pour une dénomination indo-européenne ancienne *loḱsos : salmo trutta trutta, ainsi que les deux sous-espèces régionales salmo trutta labrax et salmo trutta caspius. Elles sont répandues dans les fleuves se jetant dans les mers Noire et Caspienne. Au cours de la migration indo-européenne du territoire de la steppe pontique en direction de la Baltique, l'ancien mot pour la truite de mer (salmo trutta trutta) s'applique au poisson nouveau qui lui ressemble, le saumon (salmo salar) ; la forme russe лосось (losos') recouvre les deux significations. Là où les Indo-européens tombaient sur des désignations locales comme salmo ou esox, ils les reprenaient.

### Retournement de l'argument dusaumon
Les nombreux noms pour les salmonidés dans les langues indo-européennes ont surgi parce que les locuteurs de l'indo-européen ancien sont tombés sur de nombreux poissons pour lesquels ils n'avaient pas de noms, puisqu'ils ne les connaissaient pas dans leur territoire d'origine. Cette situation est décrite par Diebold par « not known, not named » (« pas connu, pas nommé »). En 1985, il retourne l'argument du saumon : partout où un mot désignait salmo salar, le territoire d'origine des Indo-européens ne pouvait pas se trouver. La même année, le tokharianiste Douglas Q. Adams intitule son dernier article sur ce thème avec un jeu de mots : « Une coda à l'argument du saumon » ; coda peut signifier soit queue, soit fin. Adams rejette le renversement par Diebold de l'argument du saumon, car on ne peut pas déduire du manque de traces du concept qu'il n'existe pas.

### Fin du débat sur l'argument dusaumonet sur le territoire d'origine
La réfutation de l'argument du saumon à partir de 1970 est facilitée par l'Hypothèse kourgane, qui propose un territoire d'origine des Indo-européens au nord de la mer Noire et de la mer Caspienne. Le passage de salmo salar à salmo trutta recouvre ce modèle. Environ 100 ans après sa première expression, l'argument du saumon devient obsolète. Tant que l'on ne sait pas où s'étendait l'espace linguistique indo-européen, on ne peut pas dire comment le mot saumon s'est étendu vers l'espace de la mer Baltique.
L'argument du saumon n'a pas disparu des recherches sur l'indo-européen. Des manuels assez anciens, qui appartiennent à l'inventaire standard des bibliothèques, conservent cette hypothèse. Les nouveaux ouvrages de référence désignent faussement les poissons qu'ils nomment ou évitent de présenter l'histoire de l'argument du saumon.

## Argument dusaumon: détails

### Concept
Le concept d'argument du saumon a été introduit en 1955 par Mayrhofer en totale analogie avec l'« argument du hêtre » plus ancien. Il est utilisé comme « the Lachsargument » dans la littérature spécialisée anglo-saxonne. L'argument du hêtre consistait à dire que le hêtre n'existe pas à l'est d'une ligne allant de Kaliningrad à Odessa, mais le mot est d'origine indo-européenne, et par conséquent le territoire d'origine des Indo-européens ne peut pas se trouver dans le paysage de steppes eurasien. Parmi les erreurs de cet argument, on note qu'il suppose que le mot hêtre indo-européen d'origine a toujours signifié le hêtre, bien que le mot grec φηγόϛ (phēgós) ait désigné le chêne.

### Participants
Le débat sur l'argument du saumon a commencé en 1883, et s'est terminé environ un siècle après. Environ 30 savants y ont participé par des publications ou des entrées faisant autorité dans des dictionnaires. Par ordre alphabétique, et avec les années de publication pertinentes, ce sont :
Douglas Q. Adams (1985, 1997) – Émile Benveniste (1959) – A. Richard Diebold jr. (1976, 1985) – Robert Heine-Geldern (1951) – Hermann Hirt (1921) – Friedrich Kluge et collaborateurs suivants de l'Etymologischen Wörterbuchs der Deutschen Sprache (1883–2002) – Sten Konow (1942) – Wolfgang Krause (1961) – Willy Krogmann (1960) – George Sherman Lane (1970) – Sylvain Lévi (1914) – John Loewenthal (1924, 1927) – James Patrick Mallory (1997, 2006) – Stuart E. Mann (1963, 1984) – Manfred Mayrhofer (1952, 1955) – Georg Morgenstierne (1934) – Karl Penka (1883) – Herbert Petersson (1921) – Julius Pokorny (1923, 1959) – Walter Porzig (1954) – Vittore Pisani (1951) – Johannes Schmidt (1890) – Otto Schrader (1883–1911) – Franz Specht (1944) – Paul Thieme (1951–1958) – Albert Joris van Windekens (1970)
→ Les références complètes à la littérature sont données dans les Références.

## Le motsaumon
L'histoire du développement de l'argument du saumon a été marquée par la recherche philologique sur les mots désignant le saumon. Inversement, le débat sur l'argument du saumon a stimulé la recherche sur les mots désignant le saumon. Même après la réfutation de l'argument du saumon, des aspects historiques des interactions linguistiques, ainsi que les transferts sémantiques comme la généralisation (de saumon à « poisson ») ou les glissements de sens (de saumon à loche) ne sont pas clarifiés.

### Mots indo-européens poursaumon

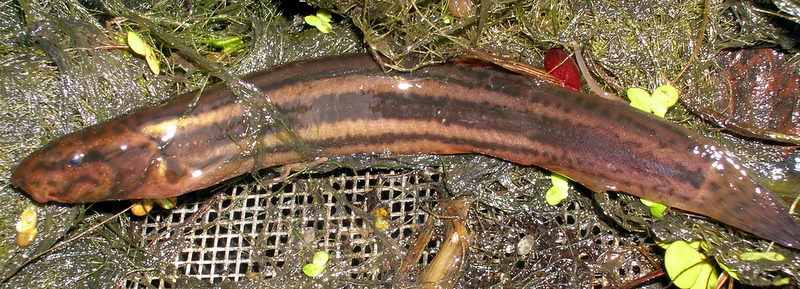
Loche d'étang (Misgurnus fossilis), loach, es loja

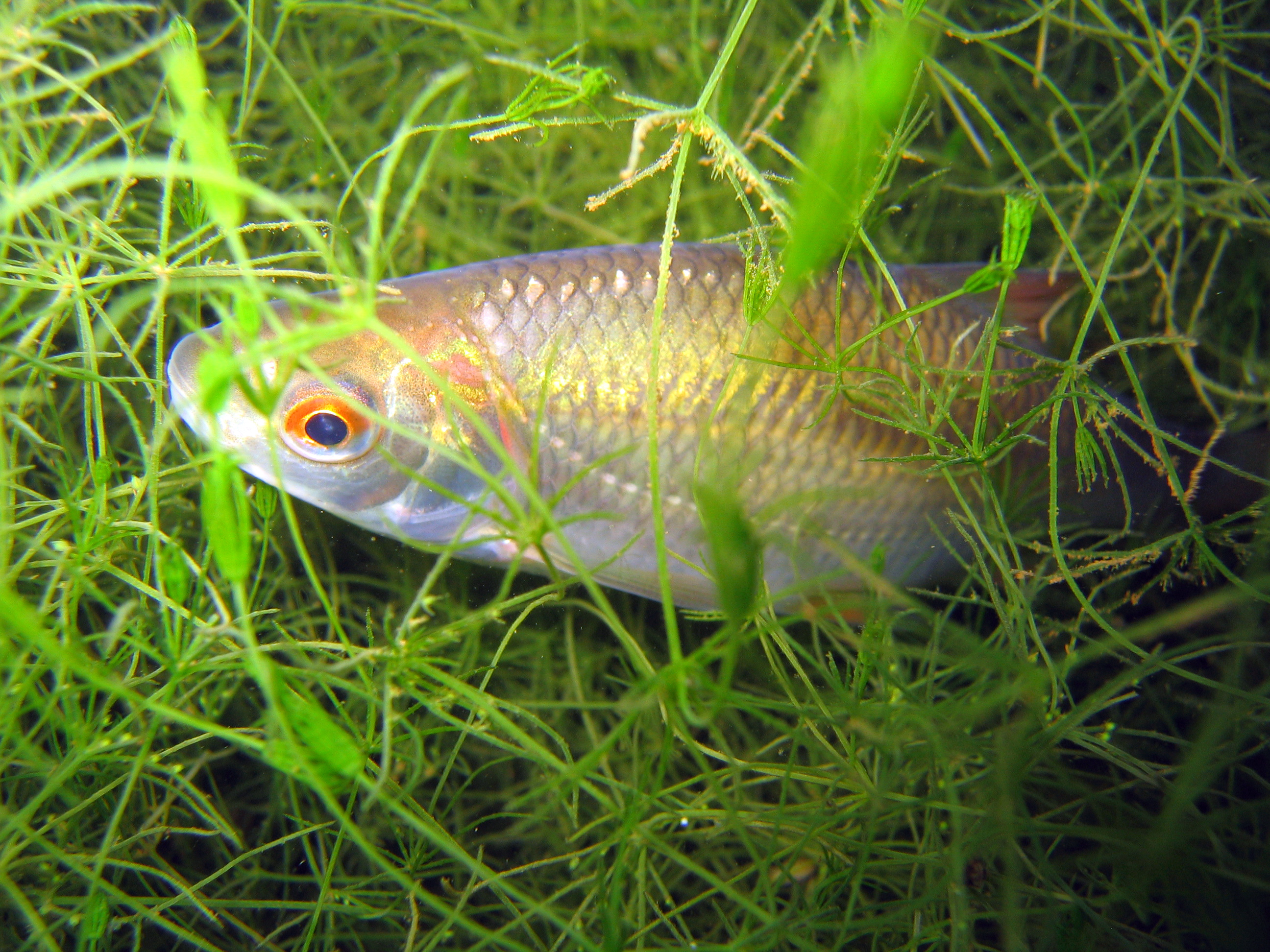
Gardon (Rutilus rutilus), lasca

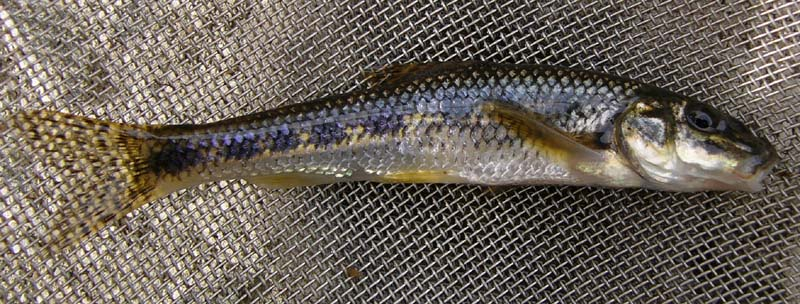
Goujon (Gobio gobio), sarde laccia

Dans de nombreuses langues indo-européennes, des mots pour le saumon sont attestés. Ils sont d'origine commune, avec des emprunts mutuels et à partir de langues voisines non indo-européennes. Certaines attributions sont contestées. Les mots saumon pour des poissons qui ne ressemblent pas à des truites paraissent surtout dans les langues romanes : revue par branches linguistiques, avec les emprunts et des propositions individuelles :
Langues germaniques
Proto-germanique *lahsaz, vieux haut-allemand, moyen haut-allemand lahs, haut-allemand moderne Lachs, vieux bas allemand/vieux saxon lahs, moyen bas allemand las(s) (d'où polabe laś), vieil anglais leax, moyen anglais lax, anglais moderne naissant lauxe, lask (disparu au XVIIe siècle), vieux norrois, islandais, suédois lax, norvégien, danois laks, féroïen laksur. On trouve : des mentions du moyen néerlandais las(s), mais sans entrée dans le  Middelnederlandsch Woordenboek (Dictionnaire du moyen néerlandais) ni dans le Woordenboek der Nederlandsche Taal, une forme gotique reconstruite *lahs, ainsi que l'écossais lax, sans que l'on sache s'il s'agit de gaélique écossais ou de scots.
De l'allemand Lachs est né aussi le yiddish לקס laks et son dérivé lox, désignation générale pour le saumon dans la cuisine juive des États-Unis, et maintenant généralisée dans la gastronomie américaine pour le saumon fumé.
Langues baltes
Balte archaïque *lasasā, lituanien, lašišà, lãšis, letton lasēns, lasis (d'où live laš), vieux-prussien *lasasso (reconstruit à partir du lalasso mal orthographié). Quand la forme balte est entrée comme emprunt dans les langues fenniques, l'indo-européen -ḱs- du balte archaïque s'était déjà transformé en une consonne sibilante, mais l'indo-européen -o- ne s'était pas transformé en balte -a- : le finnois, le carélien, la langue d'Olonets, le vepse, le vote lohi, l'estonien lõhi ; la forme livonienne laš a été empruntée plus tard. Des langues fenniques proviennent à leur tour les formes same luossa et russe loch (лох). Le mot composé allemand Lachsforelle (truite saumonée) a été empruntée de sa forme bas-allemande lassfare, lassför par le letton lasvarde, lašveris, et autres formes allant au lituanien lašvaras, lašvoras.
Langues slaves
Proto-slave *losos', tchèque, slovaque losos, sorabe łosos, polonais  łosoś, slovince losos, cachoube losos(k), vieux russe, russe, ukrainien losos (cyrillique лосось), biélorusse lasóś. Les formes slaves méridionales, slovène, croate, serbe lósos semblent des emprunts aux langues slaves occidentales ou orientales. Le hongrois primitif laszos, le hongrois lazac sont empruntés au slave.
Arménien
arménien moyen, arménien moderne Լոսդի losdi, losti, truite saumonée avec -di, -ti « corps »,,,.
Langues iraniennes
Digor læsæg (cyrillique лӕсӕг), truite saumonée, soit une forme proprement iranienne, ou peut-être un très ancien emprunt, qui pourrait être passé par l'intermédiaire de tribus slaves anciennes dans le territoire nord-ouest des peuples iraniens vers les Alains, les précurseurs des Ossètes,,.
Koutchéen ou Tokharien B
laks, poisson, avec une généralisation inexpliquée de l'indo-européen *loḱs-, truite saumonée.
Langues romanes (seules quelques propositions isolées)
Bas-latin, roman ancien *locca (loche [franche] ), avec le même sens l'italien locca, l'ancien français loche, dialectal loque, anglais loach, provençal loco, espagnol loche, locha, loja. Une forme de latin vulgaire *lócĭca, loche semble convenir au lituanien lašišà, saumon. Des correspondances avec l'italien lasca, gardon, l'italien laccia alose et le sarde laccia goujon, comme le basque laĉ, petit requin, comme emprunt ancien, n'ont pas suscité de réaction du monde des spécialistes.

### Formes d'origine
Les premières propositions pour une forme d'origine indo-européenne occidentale étaient *laqsi-s  et *loḱ-os-, *loḱ-es-, *loḱ-s. La première proposition pour une forme d'origine, après la découverte du tokharien B laks était *laḱ-i, *laḱ-os. Elle a été reprise comme *laḱs-, *laḱ-so-s dans les dictionnaires standards,.
Comme les mots baltes empruntés par les langues fenniques ont conservé la voyelle indo-européenne -o- de la racine, la fixation de l'indo-européen *laḱs- s'est changée en *loḱs-. Dans la littérature spécialisée, la racine pour Lachs est donnée comme *loḱs- et formes semblables, soit *lóḱs- ou *loḱso-, *loḱsi-, et aussi avec la voyelle faible *ləḱsi-, ou encore *loḱ-.

### Signification
Beaucoup de chercheurs ont accepté la signification « moucheté » pour le lituanien lãšas « goutte, » lašė́ti « goutter », le letton lā̆se « tache, pois, » lãsaíns « pointillé, tacheté. » John Loewenthal a proposé cette étymologie en 1924. Quatre explications ne se sont pas imposées :
- Le « sauteur » selon l'indo-européen *lek- « flexion, méandre, » comme le latin salmo, saumon, selon salire, sauter[98]. Cette interprétation n'est pas pertinente, parce que salmo est d'origine non-indo-européenne[99] et n'offrirait de correspondance qu'au letton lễkti, « voler, courir, s'abattre[100]. »
- Contre le « rouge » correspondant à l'ancien indien lākṣā « laque rouge[101], » on a objecté que la racine correspondant à « rouge » *reg signifie « colorer[99]. »
- « Captif, » de l'indo-européen *lakhos « capture[102] » a échoué, parce que cette racine ne correspond à aucune forme de langue individualisée[103].
- La proposition « poisson d'eau » du gaélique loch « lac » et finnois lahti « baie[104] » n'a presque jamais été prise en considération[105].

### Mots poursaumonpré-indo-européens
Les langues indo-européennes d'Europe de l'Ouest et du sud ont probablement emprunté deux mots pour saumon de populations précédentes. Les mots d'origine ne sont pas reconstruits. Leurs formes latines sont esox et salmo, saumon, avec l'apparenté salar, truite.
- Dans le groupe celtique autour d'esox, on compte l'irlandais éo, éu, é, iach,  le vieil irlandais eo,  le gallois ehawc, eog,  le cornique ehoc,  le breton eok, keûreûk, saumon sauteur, littéralement saumon géant, correspondant au gallois kawaros, géant, et esox. Les Celtes ont peut-être emprunté ce mot à un peuple non indo-européen du nord des Alpes et les Basques en ont emprunté izokin, saumon[106],[15],[107]. Une étape romanisante entre esox et izokin a aussi été supposée[108]. Le basque izokin peut en outre reposer sur itz, mer, et okin, pain, soit « pain de la mer[109]. »
- Le latino-gallois salmo est passé comme salmone dans le vocabulaire italien, et s'y est développé en français saumon, anglais salmon, néerlandais zalm, allemand Salm. Il peut être considéré avec la forme salpad, attestée sur l'archipel des Baléares, les îles Pityuses, comme salar, truite, ou le berbère aslem, poisson, comme une ancienne désignation de poisson en Europe occidentale et Afrique du nord[106],[110]. Une variante dialectale berbère šâlba est attestée[111].

Les territoires d'extension des groupes salmo et esox se recouvrent. À côté du gallois eog vient samon emprunté au moyen-anglais tardif, comme sowman à côté d'ehoc dans le cornique éteint. Dans les langues celtes, on ne trouve aucun mot pour saumon indo-européen (il manque cependant à cette référence l'écossais lax, cf. supra). La frontière linguistique entre Salm et Lachs en Allemagne passait au Moyen Âge entre le Rhin et l'Elbe. Les noms de saisons utilisant le mot saumon, comme lassus, saumon d'automne, proviennent de plusieurs régions du territoire Salm.

### La désignationtruitesaumonée
On désigne par truite saumonée plusieurs espèces de salmonidés. En Allemagne, le nom est utilisé depuis la seconde moitié du XXe siècle comme désignation commerciale d'une forme d'élevage de la truite arc-en-ciel (oncorhynchus mykiss,  auparavant : salmo gairdneri) provenant des États-Unis et appréciée en Europe depuis le XIXe siècle. Le mot allemand Lachsforelle, bas-allemand lassför historiquement usuel et donc utilisé en littérature linguistique signifie la truite de mer (salmo trutta trutta). Une certaine confusion linguistique a été amenée en outre par la circonstance qu'en raison de la couleur de la chair, on nomme aussi truite saumonée la truite de rivière salmo trutta fario, la truite de lac salmo trutta lacustris. Pour les sous-espèces de truite de mer il s'agit de la truite de la mer Noire (salmo trutta labrax), ou de la truite de la mer Caspienne (salmo trutta caspius). On ne sait pas lequel de ces poissons a été nommé par les locuteurs proto-indo-européens *loḱs- ou similaire.